# Bálványos Levente

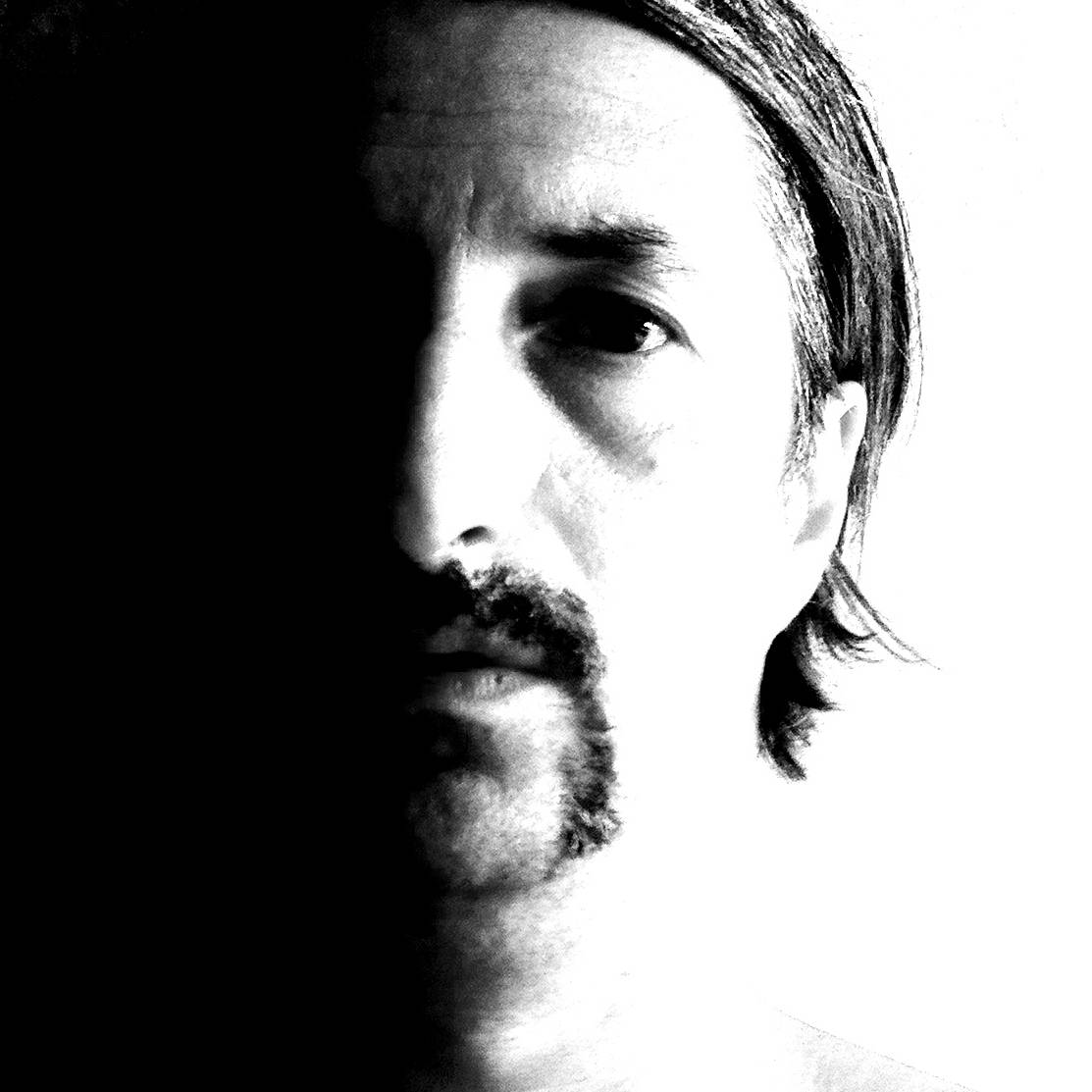
Bálványos Levente képzőművész

Bálványos Levente (1966. december 29. –) magyar képzőművész.
Tanulmányai
1992 és 1997 között a Magyar Képzőművészeti Főiskola szobrász szakán tanult, Jovánovics György osztályában, majd ugyanitt 1997–1998-ban posztgraduális tanulmányokat folytatott. 1998–2000 között Derkovits-ösztöndíjas. Az 1990-es évek közepétől kezdődően vesz részt rendszeresen kiállításokon.
Munkássága
Szobrai és térkompozíciói a minimalizmus esztétikájához állnak közel, ugyanakkor a munkáiban mindig jelen van egyfajta érzékenység és líraiság. Sajátos térbeli határvidékeken mozog, pályája első szakaszában az építészet és szobrászat határvonalán, majd a relief és az érzékeny felületű képsík borotvaélén. A tér – amely Bálványos ars poeticája szerint nem csupán „a képzőművészeti önértelmezés klasszikus kerete”, hanem a mű értelmezésének origója – folyamatos redukciója, a felszínből kilépő elemek minimalizálása, a „mélység nélküli felszín” vagy másként a „minimális mélység játéka” érdekli. Szobrait, konstrukcióit a plasztikai felület és a geometrikus elemek rendkívül érzékeny, bonyolult és intellektuálisan kifinomult használata jellemzi. Geometrikus elemekkel szinte észrevétlen elmozdulásokkal az egymásra rakodó térsíkok és térmetszetek viszonyával foglalkozik. Műveiben a szimmetria és az aszimmetria közti bonyolult, de mégis érzékeny lebegés, a nyitottság és a zártság, azaz a szabadság és a kötöttség egyszerre jelenlevő kettősége dominál.
Műveit könnyű és törékeny vagy újrahasznosított anyagok felhasználásával készíti (pl. karton, fa). A 2010-es évek elejétől hoz létre gipszből és törékeny grafitszálakból álló reliefeket. Fából készített reliefjei és objektjei a geometrikus és a konkrét művészet nyelvezeteit egységesítik és egyúttal dekonstruálják olyan szabad művészi pozícióban, amelyek egymással szinte antagonisztikus ellentétben állnak, miközben fareliefjeiben a ready made banalitása vegyül az arte povera poétikájával. 
Két, magát a kiállítóteret is installációvá transzformáló kiállítása (Másfél szoba, Ludwig Múzeum, Budapest, 2004 és Bútor Cella Műterem, Platán Galéria, Lengyel Intézet, Budapest, 2010) szintén a térképzet, a tér percepciójának a kérdésével foglalkozik, miközben elegáns könnyedséggel reflektál művészetelméleti kérdésekre is: a kiállítótér white cube-ját nem művészettel megtöltendő keretnek tekinti, hanem az installációs elemek által megszabott, saját szabályrendszert létrehozó koncepcionális térré alakítja, amely így kiszakad reprezentációs kontextusából. 
A 2020-as évektől életművében erősödő hangsúllyal van jelen a rajz műfaja.
A 2007-től 2010-ig működő Carrot Csoport tagja.
A Nyílt Struktúrák Művészeti Egyesület / Open Structures Art Society (OSAS) tagja.
Egyéni kiállításai (válogatás)
- Kind of – Ladó Galéria, 2024
- Barátok az oviban, más rajzok és kollázsok – Három Hét Galéria, Budapest, 2022
- Fragile – FUGA, Budapest, 2022
- Bálványos Levente – artmark galerie, Bécs (AT), 2019
- Details – Három Hét Galéria, Budapest (Varga Györggyel), 2019
- konkreter faktor – haus bill, Zürich/Zumikon (Benedek Barnával, Wolsky Andrással) (S), 2016
- Séta egy ház – Három Hét Galéria, Budapest, 2016
- Grafit – Három Hét Galéria, Budapest, 2015
- Openclosed Space - Párhuzamos kiállítás – Vasarely Múzeum, Budapest (Franz Riedllel), 2013
- Linien im Raum - zweierlei – Glockengasse No. 9, Bécs (Szíj Kamillával) (A), 2012
- Bútor Cella Műterem – Platán Galéria, Lengyel Intézet, Budapest, 2010
- Tájképek – Óbudai Társaskör Galéria, Budapest, 2009
- Reliefek – K.A.S. Galéria, Budapest, 2004
- Másfél szoba – Ludwig Múzeum, kis.terem, Budapest, 2004
- Saját szoba – Collegium Budapest, Budapest, 2001
- Bár, játék – Liget Galéria, Budapest (Sáfrán Dórával), 2000
- Munkák – Közelítés Galéria, Pécs, 1999
- Reliefek – Na-Ne Galéria, Budapest (Hártó Péterrel), 1998

Csoportos kiállítások (válogatás)
- Geometria most – Vasarely Múzeum, 2024
- Focus: Hungary – Nonsofia Gallery (BL), 2023
- Entropy & Cosmos - Klagenfurt (A), 2023
- Kimozdulás – Három Hét Galéria, Budapest, 2022
- Entropy & Cosmos – Galéria Z, Pozsony (SK), 2022
- Művészek a Heti Betevőért, VII. Kiállítás és Jótékonysági aukció – Godot Galéria, Budapest, 2022
- Entrópia & kozmosz – Vasarely Múzeum, Budapest, 2022
- Helyi érték - új szerzemények – Ludwig Múzeum, Budapest, 2022
- Delineo ergo cogito – OSAS/Vasarely Múzeum, Budapest, 2022
- Opciók – Három Hét Galéria, Budapest, 2021
- Művészek a Heti B Betevőért, VI. Kiállítás és Jótékonysági aukció – Godot Kortárs Művészeti Intézet, Budapest, 2021
- FREE SZFE Jótékonysági aukció – Budapest, 2021
- Konstellationen der Dinge – OSAS/Vasarely Múzeum, Budapest, 2021
- Minimalizmusok. Kortárs művészet Rátfai Attila gyűjteményéből – Fuga, Budapest, 2021
- Művészek a Heti Betevőért, V. Kiállítás és Jótékonysági aukció – Godot Kortárs Művészeti Intézet, Budapest, 2020
- 2019 special. ein rückblick aus neuheiten – artmark galerie, Bécs (AT), 2019
- Művészek a Heti Betevőért, IV. Kiállítás és Jótékonysági aukció – Godot Kortárs Művészeti Intézet, Budapest, 2019
- Konkrét tér 2 – Három Hét Galéria, Budapest, 2019
- Szene Ungarn – Ritter Museum, Waldenbuch (D), 2019
- Fülledt szerda délutáni fény – Viltin Galéria, Budapest, 2019
- OSAS Úton, Budapest, Pozyony, Bécs – Vasarely Múzeum, Budapest, 2018
- Poetiken des Konkreten – rittergallery, Klagenfurt (A), 2018
- OSAS Next Generation – artmark galerie, Bécs (A), 2018
- Introduction to OSAS – Galeria Z, Pozsony (SK), 2018
- Poetiken des Konkreten – Vasarely Múzeum, Budapest, 2018
- Fuga – OSAS/Vasarely Múzeum, Budapest, 2018
- Talált geometria – OSAS/Vasarely Múzeum, Budapest, 2018
- Minta - Játéktervek – OFF Biennálé, Három Hét Galéria, Budapest, 2017
- OSAS Come Back – OSAS/Vasarely Múzeum, Budapest, 2017
- Az autizmus mint metafora – ICA-D, Szent István Király, 2017
- #Bartók – Ludwig Múzeum, Budapest, 2016
- Vonal – Latarka Galéria, Budapest, 2016
- Konkrét – Három Hét Galéria, Budapest, 2016
- Puszta fény / Pure Light – Vasarely Múzeum, Budapest, 2015
- Artist in Residence – Hospiz Hotel Arlberg (A), 2015
- Mesterséges tájkép – Latarka Galéria, Budapest, 2015
- Ten years OSAS – Vasarely Múzeum, Budapest, 2015
- Munka-művek – Budapest Galéria, Budapest, 2015
- Ungarn Konstruktiv-Konkret – Kunstraum Roy/Kunnersdorf bei Görlitz (D), 2014
- Tér mint tér – OSAS/Vasarely Múzeum, Budapest, 2014

Köztéren
- In memoriam R. W., Collegium Budapest Raoul Wallenberg Vendégháza, 2000
- József Atilla síremléke (Horváth Csabával), Fiumei úti sírkert, Budapest, 2005

Carrot-csoport (2007-2010) (Bálványos Levente, Fóti Lázár, Varga György)
- Nagy Relief – Sófal, Budapest, Kármán Tódor Kollégium, 2008
- Répaföld – Gyöngyös, Tas puszta, 2007

 Munkái magán- és közgyűjteményekben
- Ludwig Múzeum, Budapest
- max bill georges vantongerloo stiftung, haus bill, Zürich/Zumikon (CH)
- Museum Ritter, Sammlung Marli Hoppe-Ritter, Waldenbuch (D)
- Ferenczy Múzeumi Centrum, Szentendre
- Mobil MADI Múzeum
- SUMUS Alapítvány

Források
Életrajza a Ludwig Múzeum hivatalos oldalán
További információk
Bálványos Levente weboldal
Bálványos Levente Instagram
Bibliográfia (válogatás)
Bálványos Levente: Works. 1998–2015, Budapest, Nyílt Struktúrák Művészeti Egyesület OSAS, 2017 ISBN 978 615 80659 0 0
konkreter faktor - Bálványos Levente, Benedek Barna és Wolsky András kiállítása, Angela Thomas bevezető tanulmányával, felelős kiadó: max bill georges vantongerloo stiftung, Nyílt Struktúrák Művészeti Egyesület, 2016
Kiállításkatalógus: GamEOmetria, Vasarely Múzeum, Budapest, 2018. november 21.– 2019. február 28., felelős kiadó: Nyílt struktúrák művészeti egyesület (Osas)
Kiállításkatalógus: Bálványos Levente & Franz Riedl - Openclosed Place, Szépművészeti Múzeum Vasarely Múzeuma, 2013
Sirokai Mátyás: Bálványos Levenete - Kind of, megynitóbeszéd, Artmagazin, 2024.04.29.
Tunner Fruzsina: Végtelen közelség sík és tér között - Kind of | Bálványos Levente munkái, Octogon Online, 2024.04.27.
Sinkó István: A természet titkos műhelye, Élet és irodalom, LXVI. évfolyam, 22. szám, 2022.06.03.
Dékei Kriszta: A sötétség aljáról - Bálványos Levente: 2022 Fragile, Magyar Narancs, 2022.06.22.
Simon Balázs - megnyitóbeszéd: Barátok az oviban, más rajzok és kollázsok, Három Hét Galéria, 2022
Barátok az oviban, más rajzok és kollázsok – Simon Balázs rendező ajánlja Bálványos Levente kiállítását, Színház online, 2022. 11. 23.
Dékei Kriszta: Két zöld alma – Openclosed place - Bálványos Levente és Franz Riedl kiállítása, Magyar Narancs, 2014.01.12.
Marsó Paula: Átjátszás Bálványos Levente, Bútor Cella Műterem, Platán Galéria, Balkon, 3. sz. 2010.
Dékei Kriszta: Bálványos Levente - Cella, Balkon, 2001